# 김민정 (시인)
김민정(1976년 ~ )은 대한민국의 시인이며 출판인, 문학 편집자이다. 1976년 인천광역시에서 태어나 중앙대학교 문예창작학과를 졸업했으며 동 대학원에서 석사과정을 수료했다. 1999년 《문예중앙》 신인문학상에 〈검은 나나의 꿈〉 외 9편이 당선되어 문단에 데뷔했다. 시집으로 《날으는 고슴도치 아가씨》, 《그녀가 처음, 느끼기 시작했다》, 《아름답고 쓸모없기를》, 《너의 거기는 작고 나의 여기는 커서 우리들은 헤어지는 중입니다》가 있으며 산문집 《각설하고,》가 있다. 그외 중앙일보, 조선일보, 한국일보, 한겨레신문 등 유수의 신문들에서 칼럼 연재를 하였다. 대한민국의 권위있는 문학상인 박인환문학상, 현대시작품상, 이상화시인상을 수상하였다. 랜덤하우스코리아 편집장을 역임했으며 21세기 한국 현대시 역사에 큰 영향을 미친 랜덤하우스시선을 책임 편집하면서 많은 젊은 시인들을 발굴하였다. 현재 문학동네에서 문학전문출판사 난다의 대표로 재직 중이며 문학동네시인선을 책임 편집하고 있는 대한민국 문단을 대표하는 유명한 편집자이다. 시집은 물론 문학 에세이, 문인의 여행 에세이, 기획 시리즈 등 수많은 베스트셀러와 시대를 앞서는 감각적인 양서들을 기획하고 편집하였고 또한 대학 강의를 통해 많은 후학들을 양성하고 있다.

## 수상
- 2007년 제8회 박인환문학상
- 2016년 제17회 현대시작품상
- 2018년 이상화시인상

## 저서

### 시집
- 《날으는 고슴도치 아가씨》 (열림원, 2005년, 문학동네, 2021년)
- 《그녀가 처음, 느끼기 시작했다》 (문학과지성사, 2009년)
- 《아름답고 쓸모없기를》 (문학동네, 2016년)
- 《너의 거기는 작고 나의 여기는 커서 우리들은 헤어지는 중입니다》 (문학과지성사, 2019년)

### 산문집
- 《각설하고,》 (한겨레출판사, 2013년)
- 《읽을, 거리》 (난다, 2024년)